# Поштова контора (Ромни)
Поштова контора — архітектурна пам'ятка початку 19 століття у Ромнах, поштова станція, яка зведена у 1820 році архітектором Михайлом Амвросимовим.

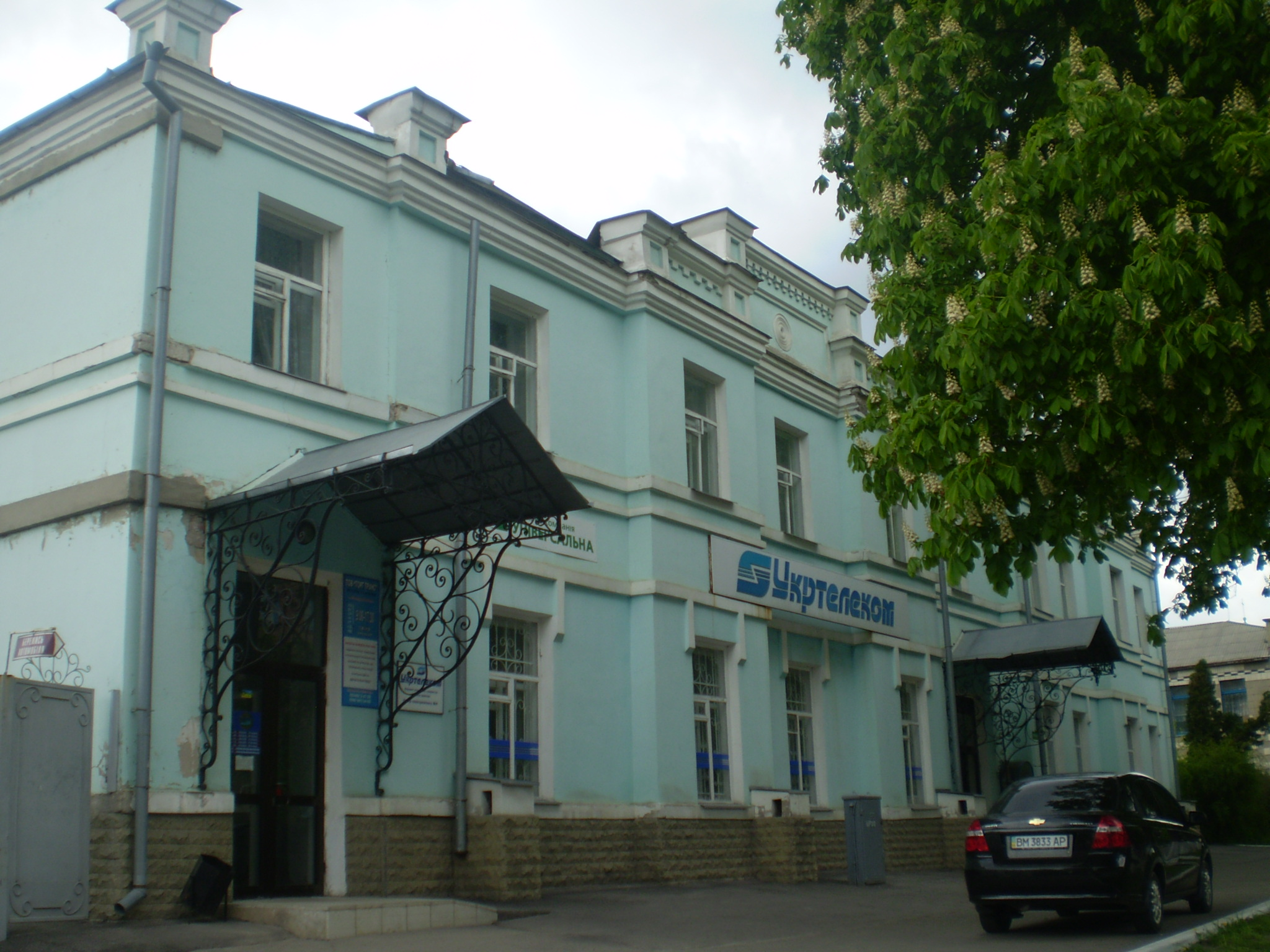
Колишня поштова контора в Ромнах — архітектурна пам'ятка міста

## Історичний опис
Цей вишуканий будинок був збудований у 1820 році у стилі класицизму. На той час у Ромнах діяла повітова контора 2 класу. Відповідно штатний розпис у ній налічував шість чоловік: поштмейстер, помічник і чотири листоноші. Особливу увагу приділяли пересилці державної пошти. Пасажир пред'являв подорожню грамоту, паспорт (як охоронну грамоту). Подорожні грамоти давали право на отримання поштових коней на станціях. Поштові тракти діяли за рахунок зборів податків. В 1803 р. із купців і міщан брали по 38 коп., із селян по 19 коп. на рік. В 1807 р. була введена система вагового збору, яка залежала від відстані перевезення пошти. За доставку від 100 до 1500 верст клієнт сплачував 2 коп., від 1500 до 3100 верст — 3 коп. Основними відправленнями були посилки і листи. На папері з одного боку писали лист, потім згортали його навпіл текстом всередину і на одному боці писали адресу, а з іншого — примітки. А об'ємні листи загортали в папір, всі чотири кінці всередину і скріпляли особистою печаткою відправника. Для пересилки кореспонденції в межах повіту була впроваджена земська пошта. Біля головного поштового будинку були готель, каретні ряди і стайні, телеграфний флігель. Тут міняли коней, харчувались, при потребі — відпочивали. Поштових працівників поважали, вони не сплачували податків та різних зборів, від держави вони отримували в користування землю і звільнення від оброку. За працю їм платили зерном та грішми — 7 крб.30 коп. на рік. Іноді замість грошей видавали сукно або кумач.

## Архітектор
У розробці проектів реконструкції повітових міст Полтавщини і Чернігівщини (в тому числі м. Ромни) брав участь архітектор Михайло Андрійович Амвросимов (1776—1825) — випускник московської архітектурної школи. У Полтаві він очолював місцеву креслярню. Серед його мистецького доробку і поштовий будинок у Ромнах по вулиці Соборній, 33.

## Архітектурний опис
Цегляна двоповерхова будівля знаходиться посередині Соборної вулиці. Мимо пролягає шлях, яким зручно підвозити пошту і пасажирів. Блакитного кольору споруда з білими горизонтальними лініями карнизів між поверхами. Прямі чіткі лінії. Відсутні лиштви край вікон, що додає будинку офіційності. Окрасою є парапети з вертикальною орієнтацією. По верхній частині центрального парапету проходять сухарики. Фасад будинку побудований чергуванням основних та виступаючих частин стіни. В будинку широкі коридори і високі кімнати.